# ニール・ラミレス
ニール・アンドリュー・ラミレス（Neil Andrew Ramirez, 1989年5月25日 - ）は、アメリカ合衆国バージニア州バージニアビーチ出身のプロ野球選手（投手）。右投右打。現在は、フリーエージェント（FA）。

## 経歴

### プロ入りとレンジャーズ傘下時代

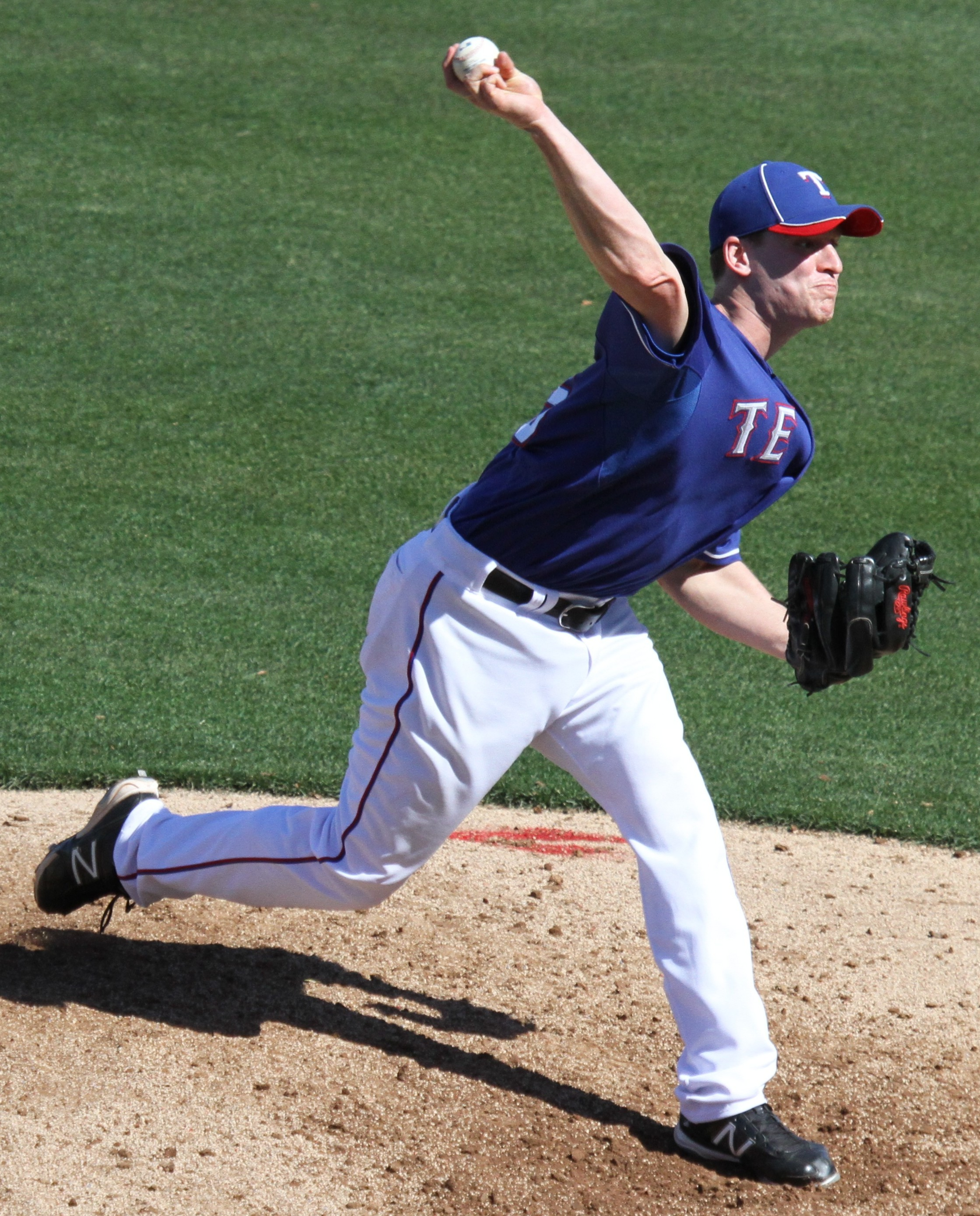
テキサス・レンジャーズ時代
(2012年3月15日)

2007年のMLBドラフト1巡目追補（全体44位）でテキサス・レンジャーズから指名され、8月15日に契約。
2008年、A-級スポケーン・インディアンスでプロデビュー。13試合に先発登板して1勝2敗、防御率2.66、52奪三振を記録した。
2009年はA級ヒッコリー・クロウダッズでプレーし、18試合に先発登板して3勝6敗、防御率4.75、41奪三振を記録した。
2010年はA級ヒッコリーでプレーし、28試合に先発登板して10勝8敗、防御率4.43、37奪三振を記録した。
2011年はA+級マートルビーチ・ペリカンズ、AA級フリスコ・ラフライダーズ、AAA級ラウンドロック・エクスプレスでプレー。AAA級ラウンドロックでは18試合に先発登板して4勝3敗、防御率3.63、35奪三振を記録した。オフの11月18日にレンジャーズとメジャー契約を結び、40人枠入りを果たした。
2012年はまずAA級フリスコでプレーし、13試合（先発12試合）に登板して2勝5敗、防御率4.20、45奪三振を記録した。6月にAAA級ラウンドロックへ昇格。15試合に先発登板して6勝8敗、防御率7.66、63奪三振を記録した。
2013年はAA級フリスコでプレーし、21試合に先発登板して9勝3敗、防御率3.84、127奪三振を記録した。6月にはテキサスリーグのオールスターチーム（南地区）に選出された。

### カブス時代

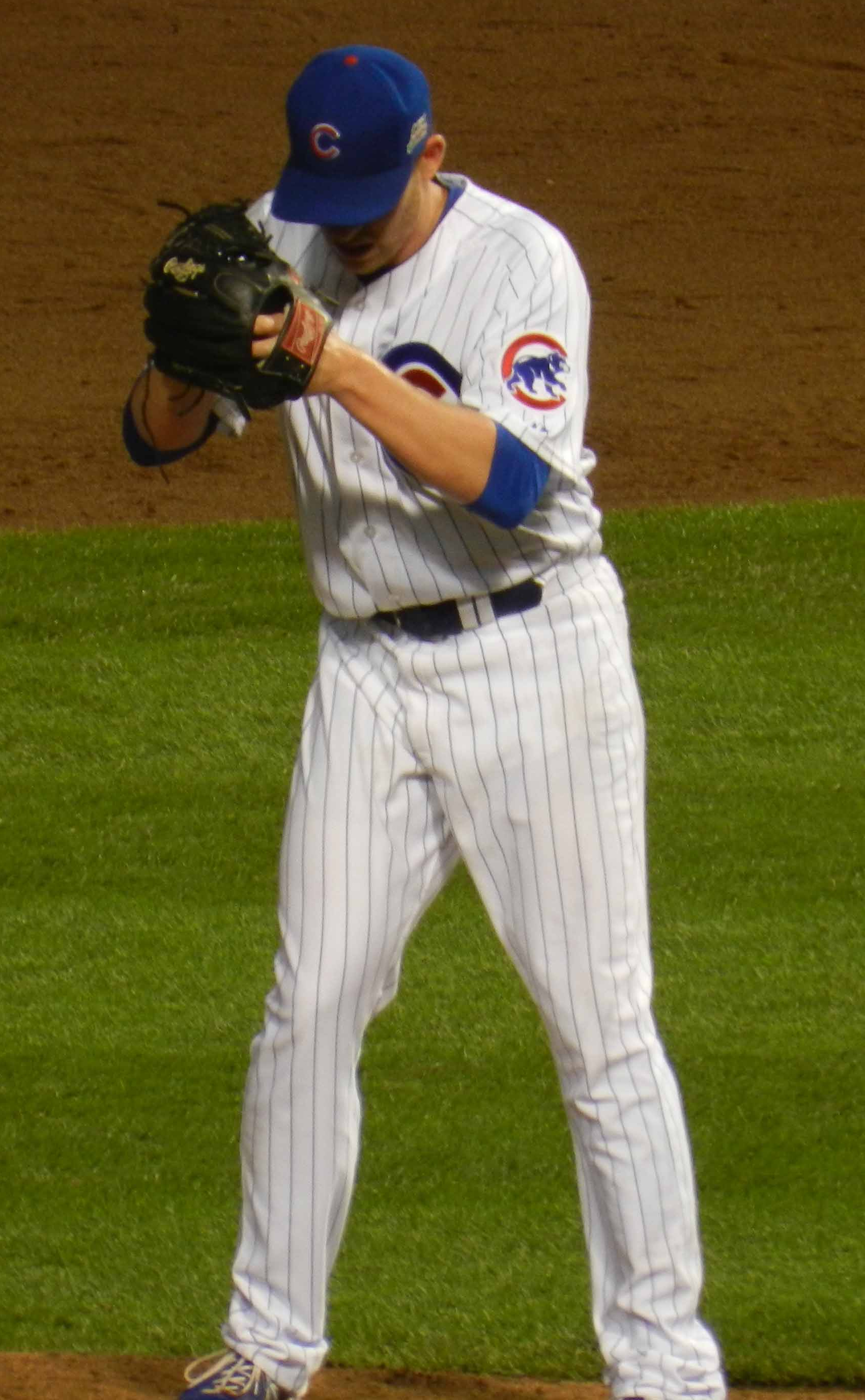
シカゴ・カブス時代
(2014年6月24日)

2013年8月23日にトレードで（7月22日に行われたトレードの後日発表選手として）、シカゴ・カブスへ移籍した。移籍後は傘下のAA級テネシー・スモーキーズで1試合に登板した。
2014年3月3日にカブスと1年契約に合意。3月23日にAAA級アイオワ・カブスへ異動した。AAA級アイオワで開幕から6試合に登板して0勝0敗、防御率7.71の成績で、4月24日にメジャーへ昇格した。翌25日のミルウォーキー・ブルワーズ戦でメジャーデビュー。4点ビハインドの6回裏から登板し、1回を無安打無失点1四球に抑えた。この年は50試合に登板して3勝3敗3セーブ、防御率1.44、53奪三振を記録した。
2015年は右肩や左腹部の故障で長期欠場した影響もあり、19試合の登板にとどまった。
2016年5月21日にDFAとなった。

### ブルワーズ時代
2016年5月31日にウェイバー公示を経てブルワーズへ移籍した。6月9日にDFAとなった。

### ツインズ時代
2016年6月12日、このシーズン3つ目の所属球団となるミネソタ・ツインズへ移籍した。7月21日に40人枠を外れる形で傘下のAAA級ロチェスター・レッドウイングスへ配属された。オフの11月7日にFAとなった。

### ジャイアンツ時代
2016年11月28日にサンフランシスコ・ジャイアンツとマイナー契約を結び、2017年のスプリングトレーニングに招待選手として参加することになった。
2017年4月2日にメジャー契約を結び、開幕25人枠入りした。4月30日にDFAとなった。

### ブルージェイズ時代
2017年5月4日にウェイバー公示を経てトロント・ブルージェイズへ移籍したが、登板がないまま9日にDFAとなり、13日に40人枠を外れる形で傘下のAAA級バッファロー・バイソンズに配属され、14日にFAとなった。

### メッツ時代

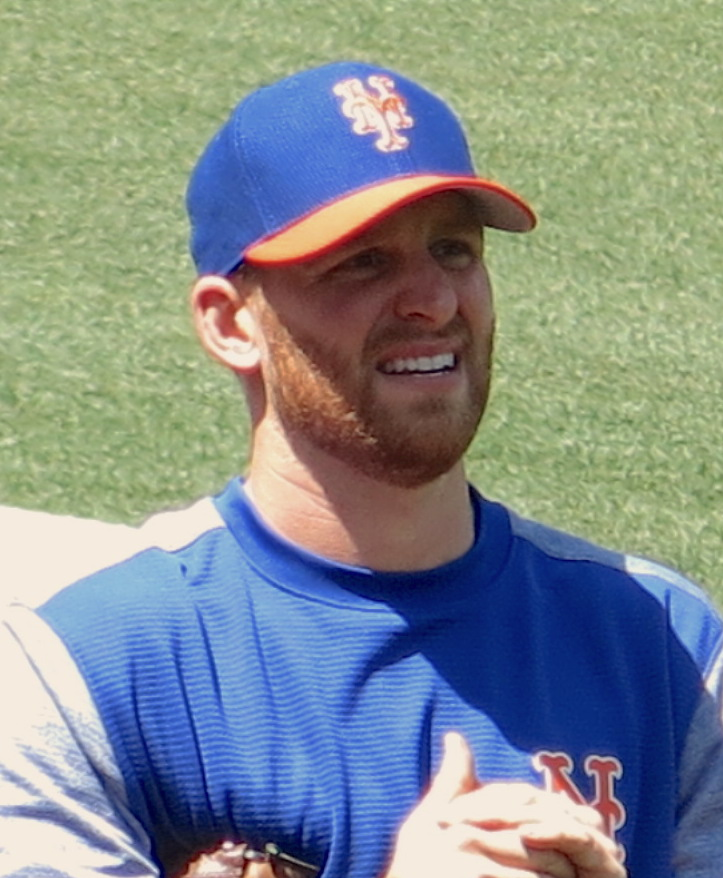
ニューヨーク・メッツ時代
(2017年5月21日)

2017年5月16日にニューヨーク・メッツとメジャー契約を結び、アクティブ・ロースター入りした。7月20日にDFAとなり、22日に40人枠から外れる形で傘下のAAA級ラスベガス・フィフティワンズに配属され、23日にFAとなった。

### ナショナルズ傘下時代
2017年7月27日にワシントン・ナショナルズとマイナー契約を結び、傘下のAAA級シラキュース・チーフスへ配属された。オフの11月6日にFAとなった。

### インディアンス時代
2017年11月30日にクリーブランド・インディアンスとマイナー契約を結び、2018年のスプリングトレーニングに招待選手として参加することになった。
2018年は開幕から傘下のAAA級コロンバス・クリッパーズでプレーし、5月15日にメジャー契約を結んでアクティブ・ロースター入りした。
2019年5月18日にDFAとなり、23日にマイナー契約でAAA級コロンバスへ配属された。8月2日に自由契約となった。

### ブルージェイズ復帰
2019年8月6日にブルージェイズとマイナー契約を結んだ。8月11日にメジャー契約を結んでアクティブ・ロースター入りした。9月1日にDFAとなり、3日にマイナー契約でAAA級バッファロー・バイソンズへ配属された後、4日にFAとなった。

### エンゼルス傘下時代
2019年12月22日にロサンゼルス・エンゼルスとマイナー契約を結び、2020年のスプリングトレーニングに招待選手として参加することになった。

### メキシカンリーグ時代
2021年2月23日にメキシカンリーグのグアダラハラ・マリアッチスと契約したが、公式戦の登板はなかった。

### 独立リーグ時代
2023年4月28日にアトランティックリーグのハイポイント・ロッカーズと契約した。この年は10試合（うち先発8試合先発）に登板し、2勝3敗、防御率4.82を記録した。
2024年も再契約を結んだが、17試合（うち先発12試合）に登板して5勝4敗、防御率4.83という成績を挙げたが、8月13日に自由契約となった。

## 詳細情報

### 年度別投手成績
| 年 度    | 球 団    | 登 板 | 先 発 | 完 投 | 完 封 | 無 四 球 | 勝 利 | 敗 戦 | セ 丨 ブ | ホ 丨 ル ド | 勝 率 | 打 者 | 投 球 回 | 被 安 打 | 被 本 塁 打 | 与 四 球 | 敬 遠 | 与 死 球 | 奪 三 振 | 暴 投 | ボ 丨 ク | 失 点 | 自 責 点 | 防 御 率 | W H I P |
| -------- | -------- | ----- | ----- | ----- | ----- | -------- | ----- | ----- | -------- | ----------- | ----- | ----- | -------- | -------- | ----------- | -------- | ----- | -------- | -------- | ----- | -------- | ----- | -------- | -------- | ------- |
| 2014     | CHC      | 50    | 0     | 0     | 0     | 0        | 3     | 3     | 3        | 16          | .500  | 177   | 43.2     | 29       | 2           | 17       | 0     | 2        | 53       | 3     | 1        | 11    | 7        | 1.44     | 1.05    |
| 2015     | CHC      | 19    | 0     | 0     | 0     | 0        | 1     | 0     | 0        | 2           | 1.000 | 60    | 14.0     | 12       | 1           | 6        | 0     | 0        | 15       | 2     | 0        | 5     | 5        | 3.21     | 1.29    |
| 2016     | CHC      | 8     | 0     | 0     | 0     | 0        | 0     | 0     | 0        | 1           | ----  | 35    | 7.2      | 5        | 1           | 8        | 2     | 0        | 10       | 3     | 0        | 4     | 4        | 4.70     | 1.70    |
| 2016     | MIL      | 2     | 0     | 0     | 0     | 0        | 0     | 0     | 0        | 0           | ----  | 7     | 1.2      | 2        | 2           | 0        | 0     | 0        | 3        | 0     | 0        | 2     | 2        | 10.80    | 1.20    |
| 2016     | MIN      | 8     | 0     | 0     | 0     | 0        | 0     | 0     | 0        | 0           | ----  | 11    | 14.2     | 15       | 5           | 10       | 0     | 0        | 11       | 2     | 0        | 10    | 10       | 6.14     | 1.71    |
| '16計    | MIN      | 18    | 0     | 0     | 0     | 0        | 0     | 0     | 0        | 1           | ----  | 107   | 24.0     | 22       | 8           | 18       | 2     | 0        | 24       | 5     | 0        | 16    | 16       | 6.00     | 1.67    |
| 2017     | SF       | 9     | 0     | 0     | 0     | 0        | 0     | 0     | 0        | 1           | ----  | 53    | 10.1     | 15       | 2           | 4        | 0     | 1        | 18       | 2     | 0        | 15    | 15       | 8.71     | 1.84    |
| 2017     | NYM      | 20    | 0     | 0     | 0     | 0        | 0     | 1     | 0        | 1           | .000  | 100   | 21.0     | 20       | 4           | 17       | 0     | 0        | 26       | 1     | 0        | 20    | 15       | 6.43     | 1.76    |
| '17計    | NYM      | 29    | 0     | 0     | 0     | 0        | 0     | 1     | 0        | 2           | .000  | 153   | 31.1     | 35       | 6           | 21       | 0     | 1        | 44       | 3     | 0        | 35    | 30       | 7.18     | 1.79    |
| 2018     | CLE      | 47    | 0     | 0     | 0     | 0        | 0     | 3     | 0        | 13          | .000  | 180   | 41.2     | 36       | 9           | 18       | 1     | 3        | 51       | 0     | 0        | 21    | 21       | 4.54     | 1.30    |
| 2019     | CLE      | 16    | 0     | 0     | 0     | 0        | 0     | 1     | 0        | 2           | .000  | 75    | 16.2     | 18       | 5           | 9        | 0     | 0        | 18       | 0     | 0        | 11    | 10       | 5.40     | 1.62    |
| 2019     | TOR      | 6     | 1     | 0     | 0     | 0        | 0     | 0     | 0        | 0           | ----  | 37    | 8.1      | 8        | 2           | 6        | 0     | 0        | 6        | 1     | 0        | 5     | 5        | 5.40     | 1.68    |
| '19計    | TOR      | 22    | 1     | 0     | 0     | 0        | 0     | 1     | 0        | 2           | .000  | 112   | 25.0     | 26       | 7           | 15       | 0     | 0        | 24       | 1     | 0        | 16    | 15       | 5.40     | 1.64    |
| MLB：6年 | MLB：6年 | 185   | 1     | 0     | 0     | 0        | 4     | 8     | 3        | 36          | .333  | 789   | 179.2    | 160      | 33          | 95       | 3     | 6        | 211      | 14    | 1        | 99    | 89       | 4.46     | 1.42    |

- 2021年度シーズン終了時

### 背番号
- 54（2014年 - 2016年5月21日）
- 58（2016年5月31日 - 同年6月9日、2018年 - 2019年5月17日）
- 50（2016年6月12日 - 同年終了）
- 59（2017年 - 同年4月）
- 55（2017年5月 - 同年終了）
- 33（2019年8月12日 - 同年終了）